# Wadim Saszurin
Wadim Leonidowicz Saszurin (ros. Вадим Леонидович Сашурин; biał. Вадзі́м Леані́давіч Сашу́рын Wadzim Leanidawicz Saszuryn, ur. 19 lutego 1970 w Pietrozawodsku) – białoruski biathlonista, dziewięciokrotny medalista mistrzostw świata.

## Kariera
Pierwszy sukces osiągnął w 1989 roku, kiedy zdobył złoty medal w sztafecie na mistrzostwach świata juniorów w Voss. Na rozgrywanych rok później mistrzostwach świata juniorów w Sodankylä w tej samej konkurencji był drugi.
W Pucharze Świata zadebiutował 19 stycznia 1989 roku w Borowcu, kiedy zajął 45. miejsce w biegu indywidualnym. Pierwsze punkty zdobył 19 grudnia 1992 roku w Pokljuce, zajmując 20. miejsce w sprincie. Na podium zawodów tego cyklu pierwszy raz stanął 17 marca 1994 roku w Canmore, kończąc rywalizację w biegu indywidualnym na drugiej pozycji. W zawodach tych rozdzielił Włocha Huberta Leitgeba i Jona Åge Tylduma z Norwegii. W kolejnych startach jeszcze 11 razy stawał na podium, odnosząc przy tym dwa zwycięstwa: 7 grudnia 1996 roku w Östersund i 17 marca 2000 roku w Chanty-Mansyjsku wygrywał sprint. Najlepsze wyniki osiągnął w sezonie 1999/2000, kiedy zajął siódme miejsce w klasyfikacji generalnej.
Pierwszy medal zdobył na mistrzostwach świata w Anterselvie w 1995 roku, wspólnie z kolegami z reprezentacji zajmując trzecie miejsce w sztafecie. Na rozgrywanych rok później mistrzostwach świata w Ruhpolding zdobył trzy medale. W biegu indywidualnym zajął trzecie miejsce, plasując się za dwoma Rosjanami: Siergiejem Tarasowem i Władimirem Draczowem. Następnie wspólnie z Olegiem Ryżenkowem, Aleksandrem Popowem i Piotrem Iwaszką zwyciężył w biegu drużynowym. Był to pierwszy w historii złoty medal dla Białorusi w tej konkurencji. Na tej samej imprezie Białorusini zajęli także trzecie miejsce w sztafecie.
Podczas mistrzostw świata w Osrblie w 1997 roku reprezentacja Białorusi w składzie: Ryżenkow, Iwaszka, Popow i Saszurin ponownie zwyciężyła w biegu drużynowym. Kolejne dwa medale zdobył na rozgrywanych dwa lata później mistrzostwach świata w Kontiolahti/Oslo w 1999 roku. Razem z Iwaszką, Ryżenkowem i Ołeksijem Ajdarowem zwyciężył w sztafecie, zdobywając pierwszy złoty medal dla Białorusi w tej konkurencji. Na tej samej imprezie był też trzeci w biegu indywidualnym, ulegając dwóm Niemcom: Svenowi Fischerowi i Ricco Großowi. Ostatnie medale wywalczył podczas mistrzostw świata w Pokljuce w 2001 roku. W biegu indywidualnym był drugi, plasując się za Paavo Puurunenem z Finlandii, a przed Łotyszem Ilmārsem Bricisem. Trzy dni później razem z kolegami z reprezentacji srebrny medal zdobył też w sztafecie.
W 1994 roku wystartował na igrzyskach olimpijskich w Lillehammer, gdzie w swoim jedynym starcie zajął 28. miejsce w biegu indywidualnym. Na rozgrywanych cztery lata później igrzyskach w Nagano był między innymi trzynasty w biegu indywidualnym i czwarty w sztafecie. Brał też udział w igrzyskach olimpijskich w Salt Lake City w 2002 roku, zajmując dziewiąte miejsce w biegu indywidualnym, dwunaste w sprincie, dziesiąte w biegu pościgowym oraz ósme w sztafecie.

## Osiągnięcia

### Igrzyska olimpijskie
| Rok  | Miejscowość    | Konkurencje | Konkurencje | Konkurencje | Konkurencje | Konkurencje | Konkurencje | Konkurencje |
| Rok  | Miejscowość    | IN          | SP          | PU          | MS          | RL          | MR          | SR          |
| ---- | -------------- | ----------- | ----------- | ----------- | ----------- | ----------- | ----------- | ----------- |
| 1994 | Lillehammer    | 28.         | –           | nd.         | nd.         | –           | nd.         | –           |
| 1998 | Nagano         | 13.         | 46.         | nd.         | nd.         | 4.          | nd.         | –           |
| 2002 | Salt Lake City | 9.          | 12.         | 10.         | nd.         | 8.          | nd.         | –           |

### Mistrzostwa świata
| Rok  | Miejscowość         | Konkurencje | Konkurencje | Konkurencje | Konkurencje | Konkurencje | Konkurencje | Konkurencje |
| Rok  | Miejscowość         | IN          | SP          | PU          | MS          | RL          | MR          | SR          |
| ---- | ------------------- | ----------- | ----------- | ----------- | ----------- | ----------- | ----------- | ----------- |
| 1993 | Borowec             | 61.         | –           | nd.         | nd.         | 4.          | nd.         | –           |
| 1995 | Anterselva          | 44.         | 14.         | nd.         | nd.         | 3.          | nd.         | –           |
| 1996 | Ruhpolding          | 3.          | 42.         | nd.         | nd.         | 3.          | nd.         | –           |
| 1997 | Osrblie             | 26.         | 27.         | 11.         | nd.         | 4.          | nd.         | –           |
| 1998 | Pokljuka/Hochfilzen | nd.         | nd.         | 12.         | nd.         | nd.         | nd.         | –           |
| 1999 | Kontiolahti/Oslo    | 3.          | 20.         | 26.         | 14.         | 1.          | nd.         | –           |
| 2000 | Oslo/Lahti          | 12.         | 14.         | 14.         | 11.         | 4.          | nd.         | –           |
| 2001 | Pokljuka            | 2.          | 16.         | 12.         | 5.          | 2.          | nd.         | –           |

### Puchar Świata

#### Miejsca w klasyfikacji generalnej
| Sezon     | Miejsce |
| --------- | ------- |
| 1988/1989 | -       |
| 1992/1993 | 70.     |
| 1993/1994 | 11.     |
| 1994/1995 | 19.     |
| 1995/1996 | 14.     |
| 1996/1997 | 19.     |
| 1997/1998 | 21.     |
| 1998/1999 | 8.      |
| 1999/2000 | 7.      |
| 2000/2001 | 11.     |
| 2001/2002 | 15.     |
| 2004/2005 | 73.     |
| 2005/2006 | 85.     |

#### Miejsca na podium chronologicznie
| Lp. | Dzień       | Rok  | Miejscowość     | Konkurencja                | Lokata | Pudła   | Czas biegu | Strata  | Zwycięzca            |
| --- | ----------- | ---- | --------------- | -------------------------- | ------ | ------- | ---------- | ------- | -------------------- |
| 1.  | 17 marca    | 1994 | Canmore         | Bieg indywidualny na 20 km | 2.     | 0+0+1+0 | 54:15,0    | +2,0    | Hubert Leitgeb       |
| 2.  | 14 grudnia  | 1994 | Bad Gastein     | Bieg indywidualny na 20 km | 2.     | 0+0+0+0 | 59:16,9    | +8,4    | Patrick Favre        |
| 3.  | 4 lutego    | 1996 | Ruhpolding      | Bieg indywidualny na 20 km | 3.     | 0+0+0+2 | 52:03,2    | +2:10,7 | Siergiej Tarasow     |
| 4.  | 7 grudnia   | 1996 | Östersund       | Sprint na 10 km            | 1.     | 0+0     | 26:17,2    | –       | –                    |
| 5.  | 11 marca    | 1996 | Oslo            | Bieg indywidualny na 20 km | 3.     | 0+0+0+0 | 53:53,2    | +37,3   | Sven Fischer         |
| 6.  | 15 grudnia  | 1999 | Pokljuka        | Bieg indywidualny na 20 km | 2.     | 0+0+0+1 | 51:49,4    | +34,4   | Raphaël Poirée       |
| 7.  | 19 grudnia  | 1999 | Pokljuka        | Bieg masowy na 15 km       | 2.     | 0+0+1+0 | 42:33,9    | +10,7   | Władimir Draczow     |
| 8.  | 15 stycznia | 2000 | Ruhpolding      | Sprint na 10 km            | 2.     | 0+0     | 24:41,1    | +12,1   | Ricco Groß           |
| 9.  | 17 marca    | 2000 | Chanty-Mansyjsk | Sprint na 10 km            | 1.     | 0+0     | 26:38,8    | –       | –                    |
| 10. | 15 grudnia  | 2000 | Anterselva      | Sprint na 10 km            | 3.     | 0+1     | 26:37,7    | +40,2   | Raphaël Poirée       |
| 11. | 7 lutego    | 2001 | Pokljuka        | Bieg indywidualny na 20 km | 2.     | 0+0+0+1 | 55:05,6    | +28,2   | Paavo Puurunen       |
| 12. | 3 marca     | 2001 | Soldier Hollow  | Bieg pościgowy na 12,5 km  | 2.     | 0+0+0+0 | 30:58,2    | +33,7   | Ole Einar Bjørndalen |